# 1-Pentanthiol
1-Pentanthiol ist eine chemische Verbindung aus der Gruppe der Thiole.

## Vorkommen

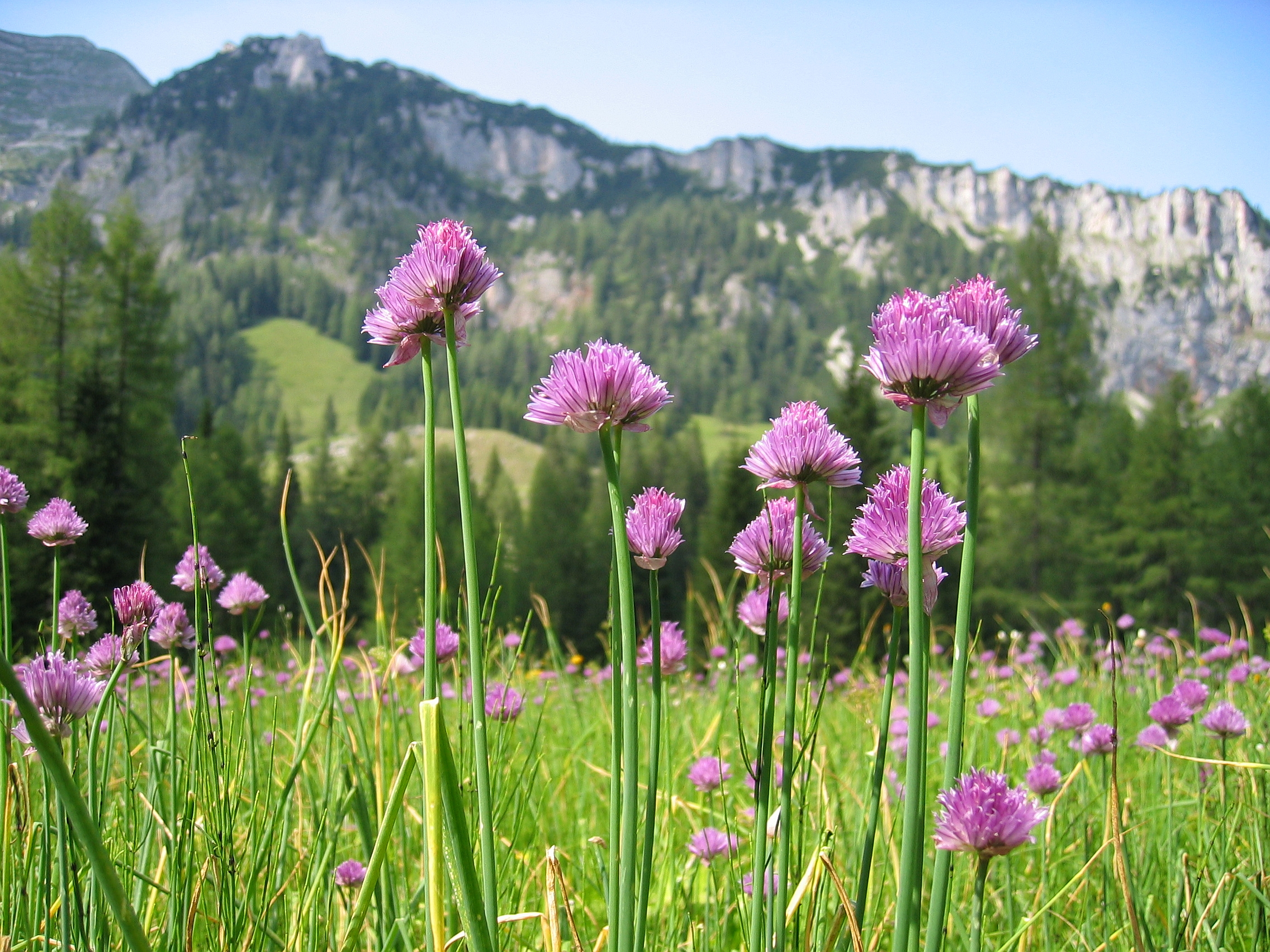
Schnittlauch (Allium schoenoprasum)

1-Pentanthiol kommt natürlich im Schnittlauch vor.

## Gewinnung und Darstellung
1-Pentanthiol kann durch Reaktion von Amylbromid und Kaliumhydrogensulfid in Alkohol gewonnen werden.

## Eigenschaften
1-Pentanthiol ist eine leicht entzündbare, leicht flüchtige, farblose Flüssigkeit mit knoblauchartigem Geruch, die sehr schwer löslich in Wasser ist.

## Verwendung
1-Pentanthiol wird zur Synthese anderer chemischer Verbindungen und als Geruchszusatzstoff für Gase zur Leckdetektierung verwendet.

## Sicherheitshinweise
Die Dämpfe von 1-Pentanthiol können mit Luft ein explosionsfähiges Gemisch (Flammpunkt 18 °C) bilden.